# Andrievs Niedra

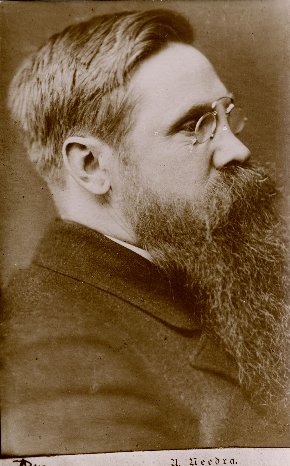
Andrievs Niedra

Andrievs Niedra (* 23. Januarjul. / 4. Februar 1871greg. in Tirza bei Schwanenburg, Livland; † 25. September 1942 in Riga) war ein lettisch-deutscher Schriftsteller, lutherischer Pastor und im Frühjahr 1919 für gut zwei Monate Ministerpräsident einer lettischen Marionettenregierung.

## Leben
Andrievs Niedra veröffentlichte bereits im Alter von sechzehn Jahren seine erste Gedichtsammlung. Er war noch keine zwanzig, als seine Geschichten, die auf der Geschichte des lettischen Volkes und der lettischen Volkskunde gründeten, in der Zeitung Baltijas Vēstnesis zu erscheinen begannen. In seinen Geschichten, Schriften und Theaterstücken verband er auf ansprechende Weise realistische Fiktion mit idealistischen Vorstellungen. Sein Thema war vielfach die Herausbildung der lettischen Intelligentsia und die Situation des Landvolkes in Bezug auf die vorherrschenden Deutschbalten.
Zwischen 1890 und 1899 studierte er an der Kaiserlichen Universität Dorpat Evangelische Theologie. Niedra glaubte daran, dass sich die Gesellschaft nur durch Evolution, nicht durch Revolution entwickeln könne. Er war ein erbitterter Gegner des Sozialismus und wurde in einer zunehmend revolutionär gestimmten Gesellschaft als Reaktionär gesehen. Niedra trat öffentlich gegen die Revolution von 1905 auf.
Ab 1908 war er Pfarrer und Gutsherr in Kalsnava im Nordosten Lettlands. Nach der Abdankung des Zaren 1917 schloss sich Niedra dem neugegründeten Lettischen Bauernverband an, für den er Vorträge hielt und publizierte. Er wurde Anfang 1918 von den Bolschewiki verhaftet, konnte jedoch aus einem Bahntransport fliehen.
Während des lettischen Befreiungskrieges wurde Andrievs Niedra, der sich erst nach langem Zögern bereit erklärt hatte, das Amt zu übernehmen, am 26. April 1919 zum Ministerpräsidenten einer von den alliierten Behörden, von bürgerlichen Letten und vom deutschen Generalkommando in Lettland eingesetzten Regierung ernannt. Dieser neuen Regierung war am 16. April 1919 ein Putsch der Baltischen Landeswehr unter Führung von Hans Baron Manteuffel-Szoege vorausgegangen. Der größte Erfolg seiner kurzen Regierungszeit war die Vertreibung der Roten Armee aus Riga am 22. Mai 1919 durch die Baltische Landeswehr und deutsche Freikorps.
Nach dem Waffenstillstand von Strasdenhof zwischen den Alliierten, Estland, Lettland und der deutschen Besatzungsmacht am 3. Juli 1919 trat Niedra zurück. Im Herbst war er bei Bermondt-Awaloff in der Zivilverwaltung Kurlands tätig. Nach der militärischen Niederlage von Awaloffs Westrussischer Befreiungsarmee floh auch Niedra aus Lettland.
1924 kehrte Andrievs Niedra nach Lettland zurück. Wegen des Vorwurfs des Landesverrats wurde er verhaftet und kam vor Gericht. Das Gericht entzog ihm die lettische Staatsangehörigkeit und verfügte seine Ausweisung, die 1926 erfolgte, obwohl Staatspräsident Jānis Čakste ihn begnadigt hatte.
Im Exil nahm er die deutsche Staatsbürgerschaft an, wurde zum Pastor einer Glaubensgemeinde in Ostpreußen und vollendete seine dreibändige Autobiographie unter dem Titel Tautas nodevēja atmiņas (Erinnerungen eines Volksverräters). Die erste Auflage des 1923 erschienenen ersten Teils wurde unter Kārlis Ulmanis nach dem Staatsstreich vom 15. Mai 1934 vernichtet, der Druck seiner Werke in Lettland verboten.
Andrievs Niedra kehrte während der deutschen Besetzung Lettlands im Zweiten Weltkrieg wiederum in seine lettische Heimat zurück und starb in Riga.

## Schriften
- Andreewa Needras kopoti raksti. Jelgava 1911.
- Tautas nodeweja atminas, drei Bände. Straume, Riga 1923 (Bd. 1), 1924 (Bd. 2) und 1930 (Bd. 3).
  - Neuausgabe: Tautas nodevēja atmiņas. Piedzīvojumi cīņā pret lielimiecismu. Zinātne, Riga 1998, ISBN 5-7966-1144-5.
- Kā tās lietas tika darītas. Latvju grāmata, Riga 1943.
- Raksti, vier Bände. Tilta apgāds, Minneapolis 1971–1972 (gesammelte Erzählungen).